# Олд Бенингтон (Вермонт)
Олд Бенингтон (енгл. Old Bennington) град је у америчкој савезној држави Вермонт.

## Демографија
По попису из 2010. године број становника је 139, што је 93 (-40,1%) становника мање него 2000. године.
| Група             | 2000.       | 2010.       |
| Белци             | 214 (92,2%) | 133 (95,7%) |
| Афроамериканци    | 9 (3,9%)    | 0 (0,0%)    |
| Азијати           | 2 (0,9%)    | 1 (0,7%)    |
| Хиспаноамериканци | 6 (2,6%)    | 3 (2,2%)    |
| Укупно            | 232         | 139         |